# Croix-des-Bouquets
Croix-des-Bouquets (Haitianisch-Kreolisch Kwadèboukè) ist eine Gemeinde im Département Ouest in Haiti. Sie liegt 12,9 Kilometer nordöstlich der haitianischen Hauptstadt Port-au-Prince und hatte 2015 eine Einwohnerzahl von 140.000. Ursprünglich an der Küste gelegen, wurde sie nach einem Erdbeben in Port-au-Prince im Jahr 1770 ins Landesinnere verlegt. Croix-des-Bouquets ist ein heute östlicher Vorort des Ballungsgebietes von Port-au-Prince. Die Stadt liegt an der Plaine du Cul-de-Sac, wo viele Menschen Lebensmittel wie Bohnen, Süßkartoffeln und Mais anbauen. Daneben ist sie für die Fertigung von Skulpturen bekannt.
Am 22. März 1792 war die Stadt Schauplatz einer der ersten Schlachten der haitianischen Revolution. Bei den Kämpfen zwischen Soldaten der französischen Kolonie Saint-Domingue und aufständischen Sklaven kamen mehr als 1000 Menschen ums Leben.
Nach dem Erdbeben in Haiti vom 12. Januar 2010 richtete die kubanische medizinische Mission ein Feldkrankenhaus in der Region ein. Da sie im Landesinneren lag, wurde die Stadt weniger schwer beschädigt als andere Städte.
2021 berichteten diverse Medien, dass die Gemeinde, wie weitere in Haiti, unter Kontrolle einer kriminellen und gewalttätigen Bande steht. So schrieb die New York Times, dass Croix-des-Bouquets nahezu einer Geisterstadt gleicht. Anfang März 2024 besetzte die Bande „400 mawozo“ das Rathaus der Gemeinde, verwüstete sämtliche Einrichtungen und entwendete das Gemeindearchiv mit allen amtlichen Unterlagen. Anfang April 2024 war festzustellen, dass es in der Gemeinde an jedweder öffentlicher Ordnung mangelte. Im Rahmen der Krise in Haiti seit 2018 verhängte die Regierung am 19. Juli 2024 für einen Monat den Ausnahmezuständ (état d’urgence) über die Gemeinde.

## Söhne und Töchter der Stadt
- Wyclef Jean (* 1969), Künstler
- Ilionis Guillaume (* 1998), Dreispringerin und Hürdensprinterin